# Гексацианоферрат(II) натрия
Гексацианоферрат(II) натрия — неорганическое соединение,
соль натрия и железистосинеродистой кислоты
с формулой Na4[Fe(CN)6],
растворяется в воде,
образует кристаллогидраты — жёлтые кристаллы. 
Ферроцианид натрия. Зарегистрирован в качестве пищевой добавки E535.

## Получение
- Реакция хлорида железа(II) и цианистого натрия:

{\displaystyle {\mathsf {FeCl_{2}+6NaCN\ {\xrightarrow {}}\ Na_{4}[Fe(CN)_{6}]+2NaCl}}}

## Физические свойства
Гексацианоферрат(II) натрия образует диамагнитные кристаллы.
Хорошо растворяется в воде, не растворяется в этаноле.
Образует кристаллогидраты состава Na4[Fe(CN)6]•n H2O, где n = 9, 10, 12, которые при 50°С начинают терять воду.